# Predator (album Accept)
Predator – jedenasty album studyjny niemieckiego zespołu heavymetalowego Accept wydany 15 stycznia 1996 roku. Jest to ostatni album z udziałem wieloletniego wokalisty Udo Dirkschneidera.

## Lista utworów[1]
1. "Hard Attack" - 4:37
2. "Crossroads" - 5:12
3. "Making Me Scream" - 4:13
4. "Diggin' in the Dirt" - 4:01
5. "Lay It Down" - 5:01
6. "It Ain't Over Yet" - 5:15
7. "Predator" - 3:38
8. "Crucified" - 3:01
9. "Take Out the Crime" - 3:12
10. "Don't Give a Damn" - 2:58
11. "Run Through the Night" - 3:21
12. "Primitive" - 4:36

## Twórcy[1]
Skład zespołu
- Udo Dirkschneider - wokal
- Wolf Hoffmann - gitary
- Peter Baltes - gitara basowa, wokal (utwory 5,6,12)

Dodatkowi muzycy
- Michael Cartellone - perkusja (utwory 1-11)
- Kalei Lam - perkusja (utwór "Primitive")